# Woda kotłowa
Woda kotłowa – woda o małej twardości używana do zasilania kotłów parowych, kotłowni wodnych, chłodni kominowych, wież chłodniczych, urządzeń wyparnych, przemysłowych instalacji myjących i płuczących. Jej odpowiedni skład zapewnia bezawaryjną i ekonomiczną pracę kotła, pozwala uzyskać optymalną jakość pary oraz ma zastosowanie wszędzie tam, gdzie osadzanie się kamienia, korozja, częste odsalanie oraz wysokie zużycie środków do korekty chemicznej prowadzi do dużych strat ekonomicznych.

## Konwencjonalne metody zmiękczania wody kotłowej
Na skale przemysłową wodę kotłową otrzymuje się trzema sposobami w odpowiednich instalacjach do zmiękczania:
1. Zmiękczanie za pomocą Ca(OH)2 oraz NaHCO3
  - Twardość węglanową można usunąć na zimno za pomocą odmierzonej dawki wapna.
    - Ca(HCO3)2 + Ca(OH)2 → 2CaCO3 + 2H2O
    - Mg(HCO3)2 + 2Ca(OH)2 → Mg(OH)2 + 2CaCO3 +2H2O

  - Wyżej podane reakcje prowadzą z czasem do osadzenia się nierozpuszczalnych węglanu wapnia oraz wodorotlenku magnezu.
  - Twardość niewęglanową usuwa się już na gorąco za pomocą mieszaniny sody oczyszczonej oraz wapna.
    - 2NaHCO3 + Ca(OH)2 → CaCO3 + Na2CO3 + 2H2O
    - CaSO4 + Na2CO3 → CaCO3 + Na2SO4
    - MgSO4 + Na2CO3 → MgCO3 + Na2SO4

  - Przy czym węglan magnezu na gorąco ulega w znacznym stopniu hydrolizie i strąca się jako wodorotlenek.
    - MgCO3 + 2H2O → Mg(OH)2 + CO2 + H2O
2. Zmiękczanie za pomocą NaOH
  - Twardość węglanową można usunąć za pomocą wodorotlenku sodu.
    - Ca(HCO3)2 + 2NaOH → CaCO3 + Na2CO3 + H2O
    - Mg(HCO3)2 + 4NaOH → Mg(OH)2 + 2Na2CO3 + H2O
3. Zmiękczanie za pomocą Na3PO4
  - Twardość węglanowa.
    - 3Ca(HCO3)2 + 2Na3PO4 → Ca3(PO4)2 + 6NaHCO3 i dalej
    - 6NaHCO3 → 3Na2CO3 + 3CO2 + 3H2O

  - Twardość niewęglanowa według następującej reakcji:
    - 3CaSO4 + 2Na3PO4 → Ca3(PO4)2 + 3Na2SO4

Wyżej wymienione procesy technologiczne muszą być poprzedzone analizą chemiczną wody (oznaczenie twardości), będącą podstawą do określenia odpowiedniej ilości substancji zmiękczających. Przeprowadzenie powyższych procesów w niskiej temperaturze może doprowadzić wodę do twardości 5 °n, w temperaturze do 80 do 100 °C do twardości 0,5 °n. Wraz ze wzrostem temperatury zwiększa się również szybkość reakcji oraz osadzanie strąconych soli. Zastosowanie fosforanu sodu jest jeszcze skuteczniejsze.
Według innych danych dozowanie fosforanu trójsodowego nie daje zadowalających efektów. Utrzymanie działania fosforanu na pożądanym poziomie wymaga ścisłej kontroli nad pH wody (rygorystyczne dozowanie NaOH) – odchylenia od optimum znacząco osłabiają jego działanie.
Poza tym, fosforan może najwyżej powstrzymać dalsze osadzanie się kamienia, ale nie jest w stanie usunąć kamienia już istniejącego.
Rozwiązaniem jest zastosowanie polimerowych środków do usuwania twardości. W porównaniu z fosforanem ich działanie polega na modyfikacji przestrzennej struktury cząsteczki węglanu, dzięki czemu cząsteczki nie są w stanie uformować osadu.
Zastosowanie odpowiedniej mieszaniny polimerów (wraz z dodatkami) daje oczekiwany efekt: usunięcie istniejących osadów, neutralizację twardości zawartej w wodzie i zgromadzenie się luźnego osadu w dolnej części kotła lub zbiornika wody uzupełniającej (do sprawnego odmulenia).

## Zastosowaniejonitówdo otrzymywania wody kotłowej
Do otrzymywania wody kotłowej stosuje się również kolumny wypełnione permutytem, gdzie zachodzi reakcja wymiany kationów wapniowych na sodowe w myśl równania reakcji:
- 2KtNa + Ca2+ → Kt2Ca + 2Na+
- 2KtNa + Ca(HCO3)2 → Kt2Ca + 2NaHCO3

Zużyty kationit („Kt”) regeneruje się następnie roztworem NaCl.
- Kt2Ca + 2NaCl → 2KtNa + Ca2+

Tym sposobem można obniżyć twardość wody nawet do 0,02–0,05 °n.

## Odgazowywanie wody kotłowej
Zmiękczona woda zawiera w sobie rozpuszczony dwutlenek węgla i tlen, które mogą reagować z instalacjami kotłowymi. W tradycyjnym sposobie otrzymywania wody kotłowej do związania wolnego CO2 stosowano mleko wapienne lub roztwór sody kaustycznej. Obecnie stosuje się specjalistyczne urządzenia zwane odgazowywaczami. Urządzenia te mogą pracować jako:
- odgazowywacze termiczne (woda zasilająca kotły)
- odgazowywacze próżniowe (uzupełnianie wody w układach grzewczych)
- desorber CO2 w układach gdzie stosowane są jonity